# Fukagawa Edo Museum
Le Fukagawa Edo Museum (深川江戸資料館, Fukagawa Edo Shiryōkan) est un musée d'histoire situé dans le quartier de Fukagawa à Tōkyō au Japon.

## Historique
Créé en 1986, le Fukagawa Edo Museum présente une reconstitution de ce quartier du vieux Tōkyō à l'est de la rivière Sumida autour des années 1830, lorsque la ville s'appelait encore Edo.

## Collections
Dans une grande salle, une partie du village a été reconstituée grandeur nature avec un canal sur lequel flotte une barque, un quai, des échoppes et plusieurs maisons. La plupart des bâtiments peuvent être visités à condition d'enlever ses chaussures à l'entrée, selon la tradition japonaise.
Fait rarissime dans un musée, il est également autorisé de toucher tous les objets contenus dans les maisons. Une vitrine à l'entrée du musée présente d'ailleurs plusieurs objets cassés par des visiteurs et incite à manipuler les objets avec précaution.